# Каменка-плясунья
Ка́менка-плясунья (лат. Oenanthe isabellina) — вид птиц семейства мухоловковых.

## Описание
Каменка-плясунья длиной примерно 15—16,5 см, длина крыльев от 9,4 до 9,7 см, масса от 27 до 31 г. Оперение верхней части тела песочного (изабеллинового) цвета. Нижняя часть тела бело-жёлтого цвета. Горло и грудь несколько коричневатые. Гузка белая, хвост белый, с широкой чёрной полосой на вершине, средние перья чёрные.

## Распространение
Каменка-плясунья населяет пустынные и степные ландшафты от Передней Азии вплоть до Монголии.
В середине августа или в начале сентября птицы мигрируют на зимовку в Восточную Африку, Аравию и на северо-запад Индии, возвращаются из которой в марте или начале апреля.

## Питание
Каменка-плясунья питается насекомыми и их личинками, пауками и мокрицами.

## Размножение

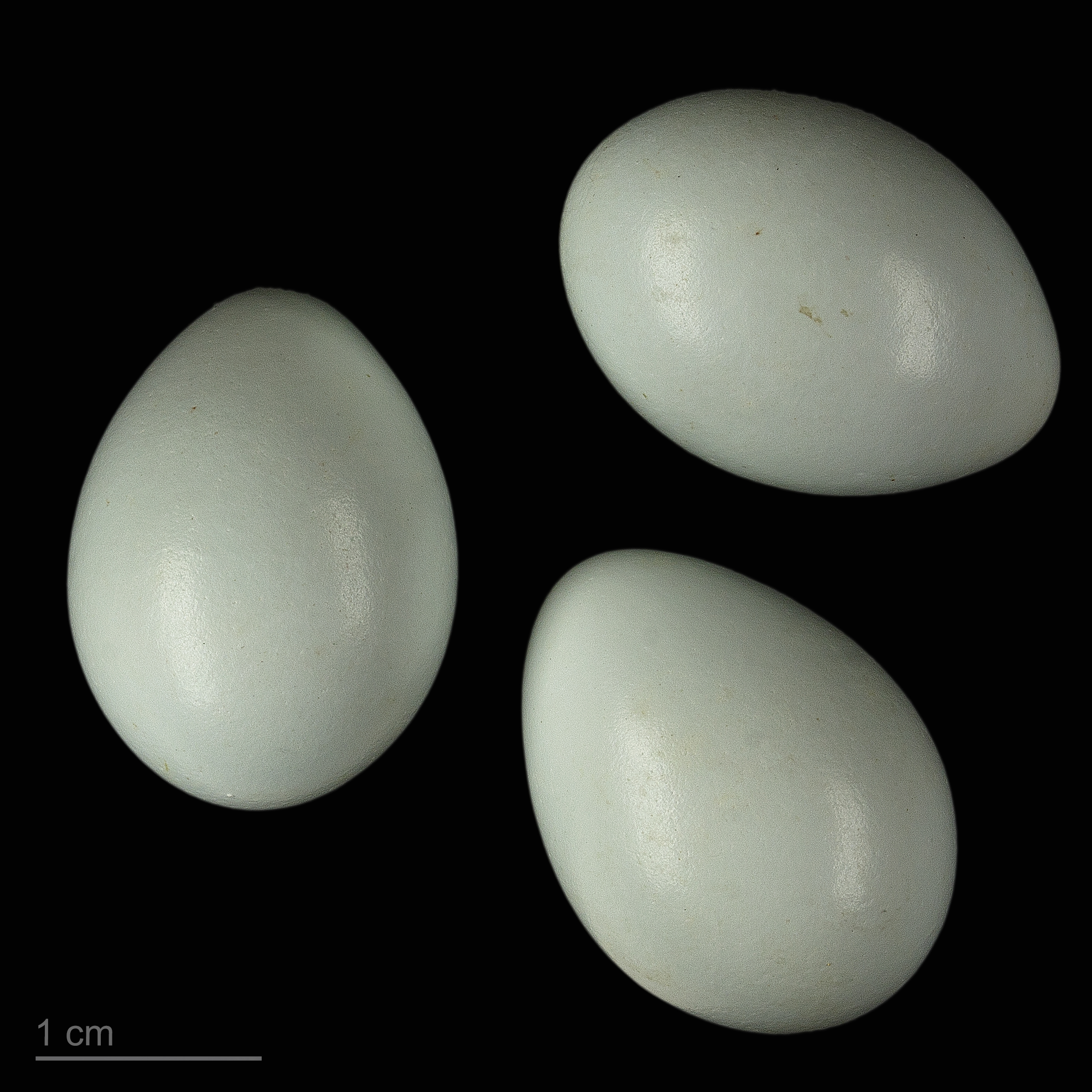
Яйца Oenanthe isabellina (Тулузский музей)

Период гнездования длится с апреля по июнь. Гнездо устраивает в брошенных норах грызунов, например сусликов. В глубине норы самка сооружает гнездо из стебельков, травы, пуха, волос и перьев. Самец сопровождает самку при транспортировке материала и караулит. В кладке от 4 до 7 бледно-голубых, изредка с красноватыми пятнами яиц размером 22,8×17 мм. Высиживание длится 14 дней. Чаще в год происходит два выводка. Обе родительских птицы участвуют в выкармливании птенцов. Птенцы покидают нору только при полной готовности к полётам, однако могут совершать короткие вылазки на поверхность и в малом возрасте. При малейшей опасности быстро прячутся обратно в нору, так как очень ловко бегают и прыгают, еще не научившись летать. Нору с выводком проще всего обнаружить в степи на слух по характерному скрипучему крику, издаваемому птенцами в ожидании родителей.

## Галерея

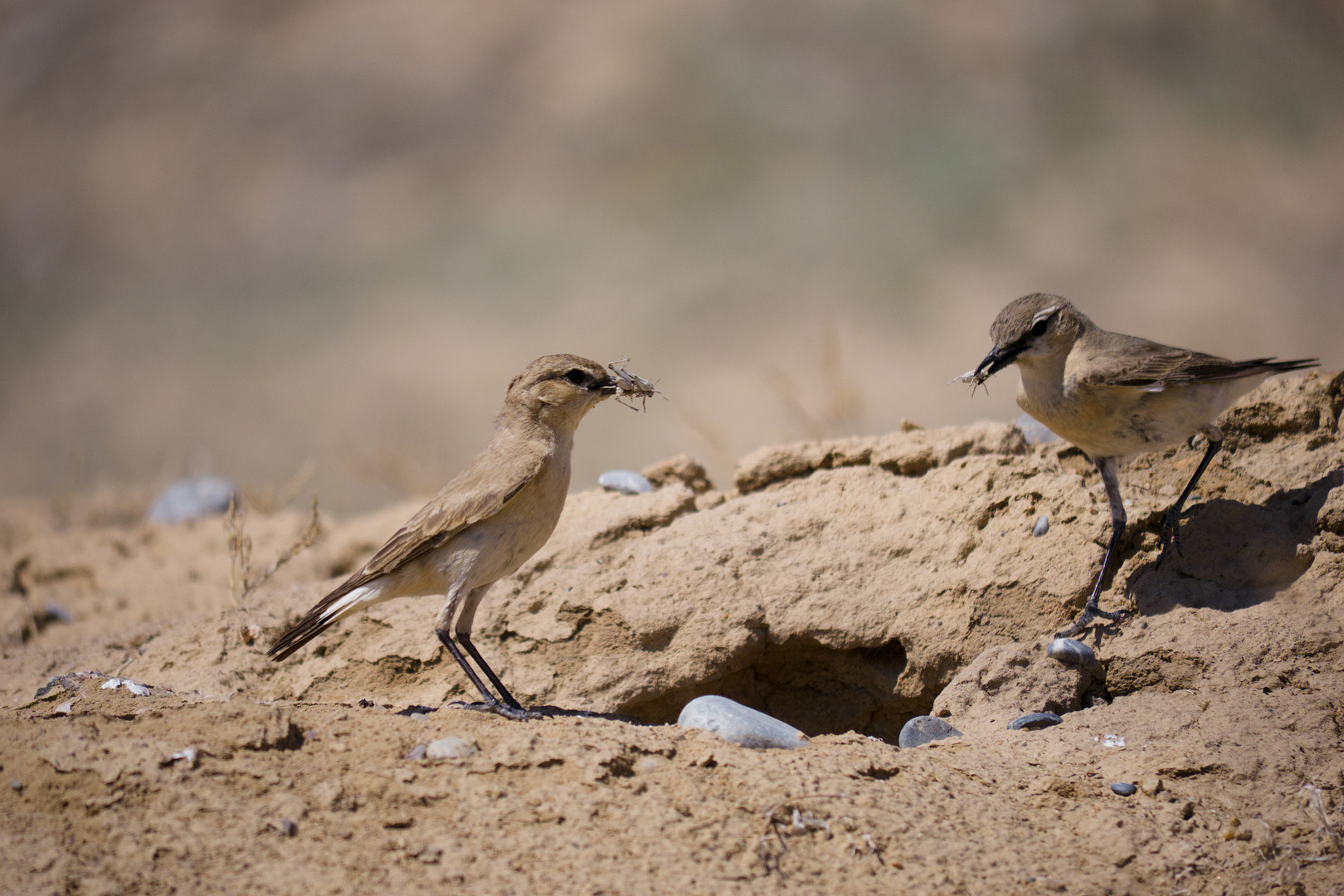
Самец и самка каменки-плясуньи у норы с добычей
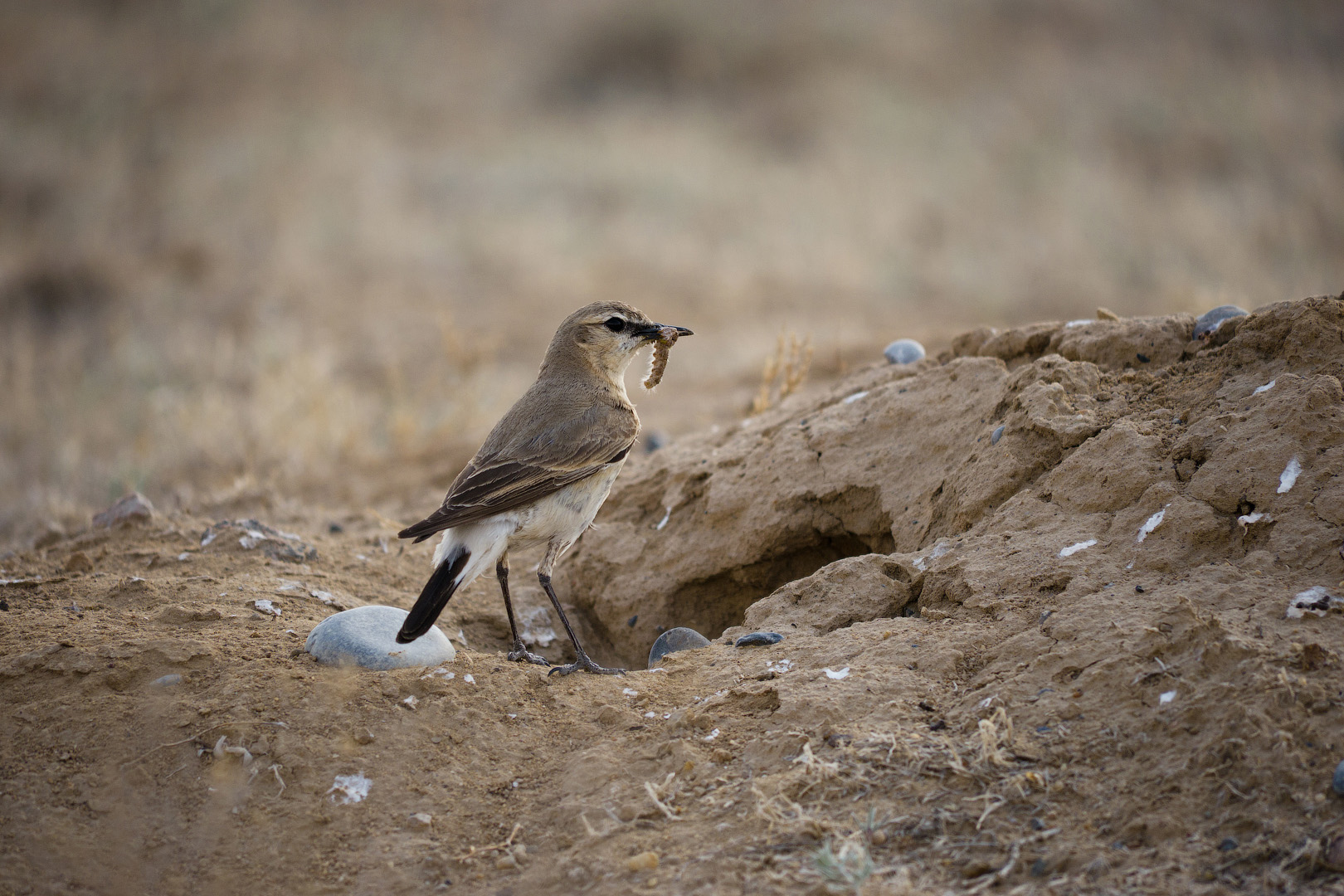
Каменка-плясунья у норы с добычей
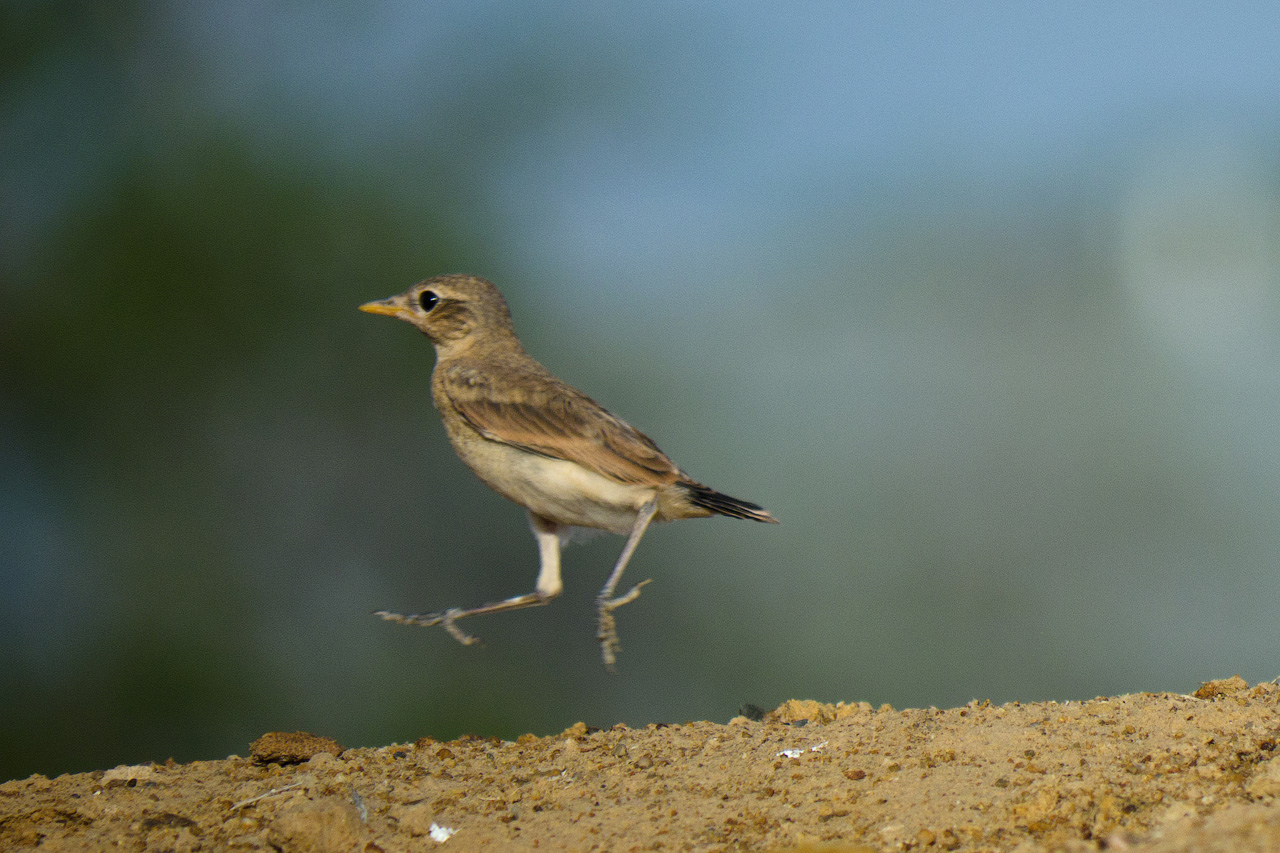
Птенец каменки-плясуньи на прогулке
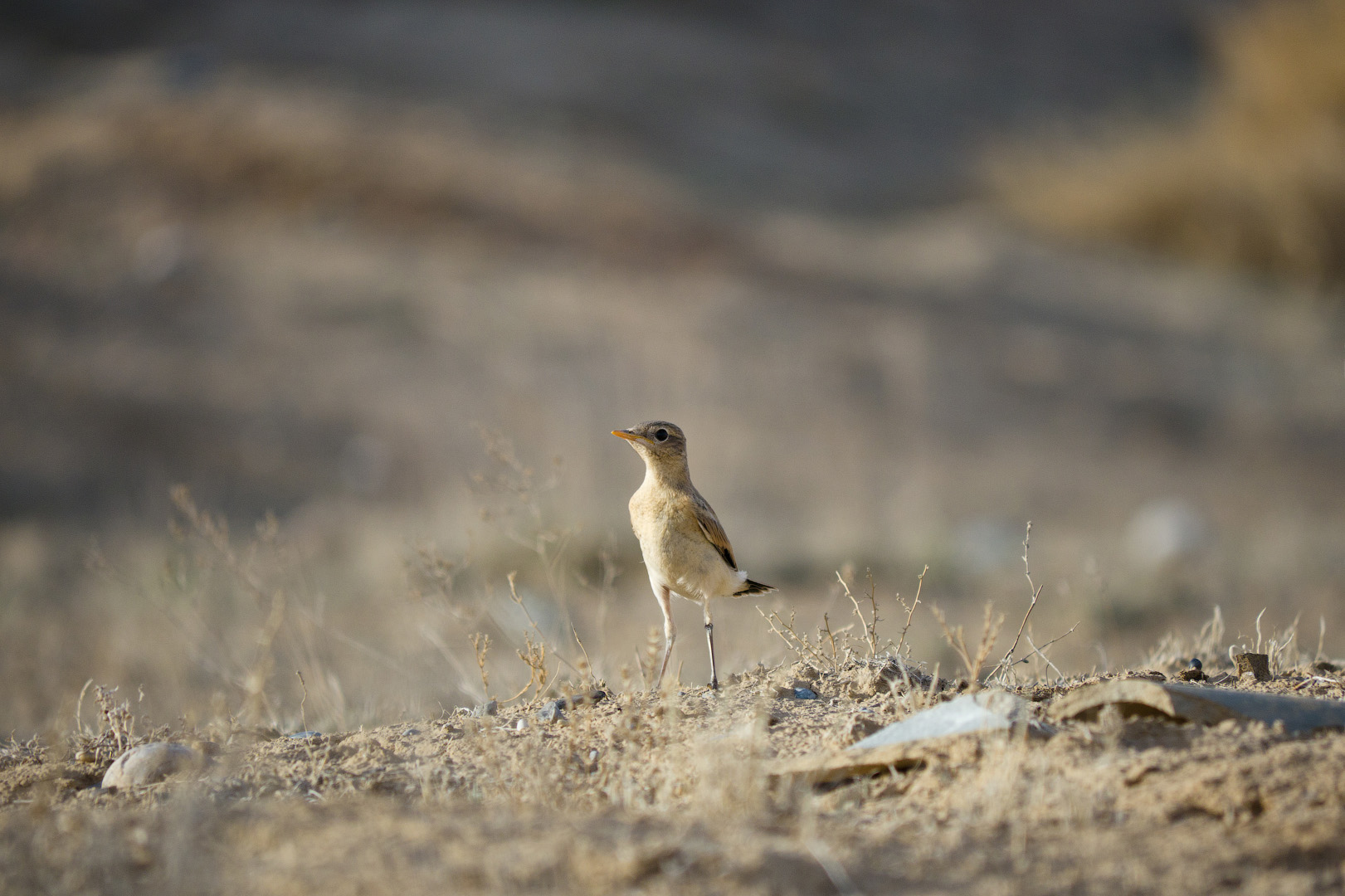
Птенец каменки-плясуньи в степи
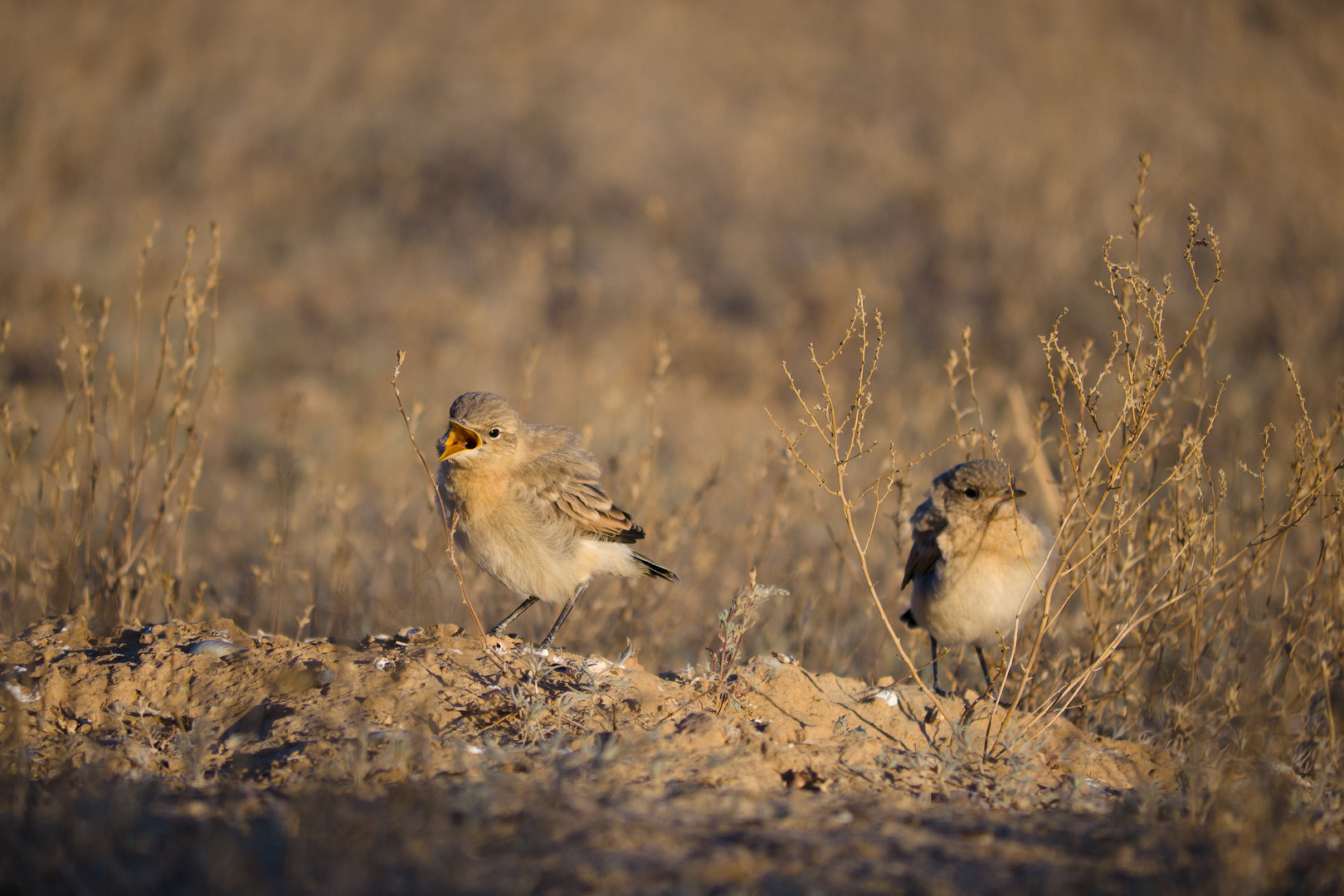
Желторотые птенцы каменки-плясуньи у норы